# 자파르 샤리프에마미
자파르 샤리프에마미(1912년 6월 17일~1998년 6월 6일)는 이란의 정치가이다. 두 차례에 걸쳐 이란 제국의 총리를 지냈다.
1910년 테헤란의 성직자 집안에서 태어났으며 부친은 물라였다. 고등학교 졸업 후 30명의 동료와 함께 독일에서 18개월간 유학했다. 1930년에 귀국, 영국과 소련이 개입한 1941년까지 철도 기관에서 일했다. 1943년 한때 다른 이란 엘리트들과 함께 친독(親獨) 혐의로 체포되었다 풀려났다. 석방 후 개관국장(漑灌局長)으로 임명되었다. 1950년 교통통신부 차관이 되었다가 그 해 6월, 알리 라즈마라 총리가 그를 장관으로 승격시켰고, 에그발 내각에서도 산업자원장관을 자냈다.
1960년부터 1961년까지 첫 번째 총리 임기를 수행했고, 팔레비 왕조가 붕괴되기 몇 달 전인 1978년에 두 번째로 총리를 지냈다. 1978년 8월 27일, 팔레비 황제는 성직자들과 인연이 있는 그를 총리로 지명했다. 짧은 두 번째 임기 동안, 그는 황제의 몇 가지 조치들을 취소시켰다. 예를 들면 카지노의 폐쇄, 제국력(헤지라를 기원 대신 키루스 2세가 메디아를 멸망시킨 BC 550년을 기원으로 한 것으로 1975년부터 사용)의 폐지, 라스타키즈당의 해체와 여러 정당의 정치 참여 허용 등이 그것이다. 그의 개력 노력들은 잘레(Jaleh) 광장에서의 대규모 인명피해(1978년 9월 8일, 검은 금요일), 군중시위, 계엄령과 전국적 파업으로 압도되었다. 결국 그는 대규모 시위 와중인 11월 5일 사임했다. 한편 그는 이란 상원의장으로, 또 팔레비 재단의 의장으로 오랫동안 재임했다. 그는 황제의 가까운 조언자 중 한 사람이었다.
1979년 이란 혁명 후 그는 이란을 떠나 뉴욕 맨하탄에 정착했다. 그 곳에서 팔레비 재단 의장을 역임하다가 사임했다. 1998년 6월 16일, 85세를 일기로 뉴욕의 병원에서 별세했다.